# Царство Кахети и Эрети
Царство Кахети и Эрети (груз. კახეთ-ჰერეთის სამეფო) или Первое Кахетинское царство — раннесредневековое государство в восточной Грузии в Кахетии со столицей в Телави. Оно возникло в 1014 году под предводительством энергичного правителя Кахетинского княжества Квирике III Великого, который окончательно победил правителя Эрети и стал царём объединённых царств Кахети и Эрети. С этого времени и до 1104 года царство было независимым государством, отделённым от единого Грузинского царства. В состав королевства входили территории от Ксани (западная граница) до реки Алиджанчай (восточная граница) и от дидойцев (северная граница) к югу вдоль реки Мтквари (южная граница).

## Основание царства
Известно, что уже в раннеантичный период Кахетия была в составе Кавказской Албании. Среди восьми эриставств, основанных царём Фарнавазом (III век до н. э.) было и Кахетинское эриставство. Столицей объединённого эриставства стал город-крепость Уджарма, основанный царём Асфагуром. В раннем средневековье центр Кахетии переместился в глубину Иорской долины, севернее в Телави.
Кахетия была частью Иберийского царства, а затем частью Картлийского эрисмтаварства. Однако уже во второй половине VIII века арабские источники отделяют Иберию от Цанарии (Кахети). В борьбе с арабской оккупацией правитель Цанарии Григол (возможный потомок династии Багратиони) захватил контроль над Кахетией и основал хорепископат, Епископство-герцогство, управляемое принцем и хорепископом, с одним членом феодальной знати, совмещающим обе роли. Новое царство контролировало торговый путь через Дарьяльское ущелье. Григол держал власть до 827 года: в надежде править всей Грузией с помощью горцев и арабов он вторгся во Внутреннюю Иберию (Шида-Картли), но был отброшен Ашотом I Куропалатом, принцем возродившейся династии Багратидов в Тао-Кларджети и его союзником Феодосием II, к востоку от Ксани.
Преемником Григола стал Ваче (сын Иоанна Квабулисдзе). Преемник Ваче Самуил (839—861) был избран князем гардабанским дворянством, которое доминировало в политике Кахетии в то время. Он объединился с арабским эмиром Тбилиси Исхаком ибн Исмаилом в восстании против Халифата, поэтому Кахети стал мишенью арабских карательных экспедиций под руководством Халида ибн Язида (840—842). Союзники вытеснили сначала Халида ибн Язида, а затем его сына Мухаммада обратно в Арран. Следующая арабская карательная экспедиция во главе с Бугой аль-Кабиром (853—854) сумела убить тбилисского эмира, но проиграла битву кахетинцам и отступила.
В отличие от своего предшественника, Габриэль враждовал с арабским эмиром Тбилиси Габулоком, который лишил его части Гардабани. Его сменил Падла I (годы правления: 881—893) из клана Аревманели. Есть и другое мнение, согласно которому Падла I, первый князь Аревманели был потомком Григола, а значит, он тоже был Багратидом. Во время своего правления Падла удалось вернуть район Гардабани. Кахетия подружилась с тбилисским эмиратом: оба они отвергли власть халифата. Его преемник Квирике I заключил союз с Константином III против своего восточного соседа Эрети, княжества в грузино-албанских краях. Союзники вторглись в Эрети и разделили его основные опорные пункты, а крепость Орчоби была передана Кахетии.
Квирике I наследовал его сын Падла II, он построил крепость Лоцобани. В то же время прибыли арабы во главе с Юсуфом ибн Абу-с-Саджем. Сначала он вторгся в Кахетию и захватил крепости Уджарма и Бочорма, но первая была затем возвращена правителю Кахетии после его призывов к миру. Арабы ограбили Кахетию, сожгли Джвари и Мцхету и ушли. В 922 году Падла II помог царю Ашоту II подавить восстание князя Моисея в Утике. Позже во время своего правления он также помогал Георгию II Абхазскому против его мятежного сына и правителя Картли, Константина.

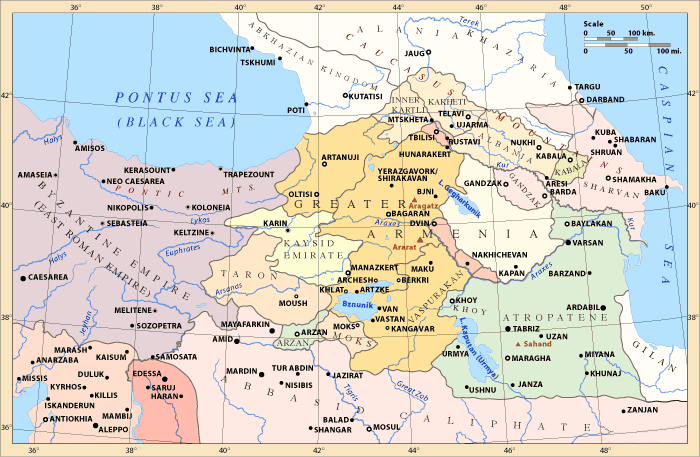
Кахетия и её соседи в 884—962 годах

Падла II наследовал его сын Квирике II, чьё правление проходило в постоянной борьбе против экспансионизма царей Абхазии, которые правили значительной частью западной и центральной Грузии и стремились завоевать Кахетию. При подрывной поддержке мятежной кахетинской знати Георгий II даже сумел лишить Квирике его княжества в 930-х годах. Квирике II вернул себе корону в 957 году и успешно противостоял попыткам преемника Георгия Леона III закрепиться в Кахетии. После смерти Леона во время одного из его вторжений в Кахетию II (969 год) Квирике воспользовался династической враждой в Абхазии, чтобы восстановить свою полную власть и даже расширить свои владения на запад. В 976 году Квирике II вторгся в Картли (центральная Грузия), захватил город Уплисцихе и взял в плен грузинского князя Багратида Баграта, который был претендентом от его могущественного приёмного отца Давида из Дао на трон Иберии и Абхазии. В ответ Давид собрал армию, чтобы наказать Квирике и вынудил его уйти из Картли и освободить Баграта, который позже унаследует Грузинское царство и продолжит выдвигать претензии на Кахетию. Он аннексировал её примерно в 1010 году после двух лет борьбы и агрессивной дипломатии.
Последним правителем, носившим титул хорепископа, был Давид, а следующие правители уже получили титул «Царь Кахети и Эрети».

## Правители

### Хосроиды
- 685–736 – Стефаноз
- 736–741 – Михриан
- 736–786 – Арчил Мученик
- 786–790 – Иванэ
- 786–807 – Джеваншир

### Хорепископат(родДонаури)
- 786–827 – Григол I
- 827–839 – Ваче Квабулидзе
- 839–861 – Самуил Донаури
- 861–881 – Гавриил Донаури

### Аревманели
- 881–893 – Падла I
- 893–918 – Квирике I
- 918–929 – Падла II
- 929–976 – Квирике II
- 976–1010 – Давид I
- 1010–1037 – Квирике III

### Багратиды
- 1039–1058 – Гагик
- 1058–1084 – Агсартан I
- 1084–1102 – Квирике IV
- 1102–1105 – Агсартан II
- 1105 - аннексировано Грузией